# 姆巴萊
姆巴萊是非洲國家烏干達的城鎮，也是姆巴萊區的首府，位於該國東部，距離首都坎帕拉約245公里，海拔高度1,140米，2002年人口約71,130，2011年人口估計增加至約91,800。

## 外部連結
- MSN Map[永久]
- Climbing Mount Elgon（页面存档备份，存于）
- About Mbale（页面存档备份，存于）

01°04′50″N 34°10′30″E / 1.08056°N 34.17500°E